# Nick Van Exel
Nickey Maxwell "Nick" Van Exel (Kenosha, Wisconsin, 27 de noviembre de 1971) es un exjugador y entrenador de baloncesto estadounidense que disputó 13 temporadas en la NBA. Con 1,85 metros de estatura, jugaba en la posición de base.

## Trayectoria deportiva

### Universidad
Comenzó jugando en el Trinity Valley Community College durante dos temporadas, en las que promedió 18,8 puntos y 6,1 asistencias. Tras esos dos años, fue a parar a la Universidad de Cincinnati, a los que llevó a la Final Four de la NCAA en 1992. Llegó a ser el líder histórico en tiros de tres de su universidad. En esta segunda etapa universitaria promedió 15,2 puntos y 3,6 asistencias.

### Profesional
Fue elegido por Los Angeles Lakers en la décima posición de la segunda ronda (puesto 37 total) del Draft de la NBA de 1993. Jugó durante 5 temporadas en el equipo californiano, donde fue el base titular, en una época del equipo post Showtime, que había dejado atrás leyendas como Magic Johnson y Kareem Abdul-Jabbar. Durante ese periodo, promedió 14,9 puntos y 7,6 asistencias, estando en este apartado en dos ocasiones entre los 10 mejores de la NBA. Con la llegada al equipo de Kobe Bryant y Shaquille O'Neal dejó de tener sitio en el equipo, siendo traspasado a Denver Nuggets, en ese momento, uno de los peores equipos de la liga. Allí jugó durante 3 temporadas y media, entrando en un carrusel de traspasos que hicieron que en sus últimos años de carrera profesional jugara en Dallas, Golden State, Portland y San Antonio. A mediados de 2006 anunció su retirada de las canchas.

### Entrenador
El 15 de octubre de 2009, la Universidad del Sur de Texas contrató a Van Exel como técnico asistente de los Texas Southern Tigers.
El 8 de septiembre de 2010, los Atlanta Hawks le ficharon como desarrollador de jugadores. Se mantuvo en el puesto durante tres temporadas, hasta que en la 2013–14, fue contratado como técnico asistente de Larry Drew en los Milwaukee Bucks.
El 8 de julio de 2015, fue nombrado entrenador principal de los Texas Legends de la NBA D-League, reemplazando a Eduardo Nájera.
El 8 de junio de 2016, fue contratado por los Memphis Grizzlies como técnico asistente. Puesto en el que se mantuvo hasta 2019.
El 22 de agosto de 2021 se anunció que sería parte del cuerpo técnico de Nate McMillan en Atlanta Hawks.

## Estadísticas de su carrera en la NBA

### Temporada regular
| Año      | Equipo       | PJ  | PT  | MPP  | %TC  | %3P  | %TL   | RPP | APP | ROB | TPP | PPP  |
| -------- | ------------ | --- | --- | ---- | ---- | ---- | ----- | --- | --- | --- | --- | ---- |
| 1993-94  | L.A. Lakers  | 81  | 80  | 33.3 | .394 | .338 | .781  | 2.9 | 5.8 | 1.0 | .1  | 13.6 |
| 1994-95  | L.A. Lakers  | 80  | 80  | 36.8 | .420 | .358 | .783  | 2.8 | 8.3 | 1.2 | .1  | 16.9 |
| 1995-96  | L.A. Lakers  | 74  | 74  | 34.0 | .417 | .357 | .799  | 2.4 | 6.9 | .9  | .1  | 14.9 |
| 1996-97  | L.A. Lakers  | 79  | 79  | 37.2 | .402 | .378 | .825  | 2.9 | 8.5 | .9  | .1  | 15.3 |
| 1997-98  | L.A. Lakers  | 64  | 46  | 32.1 | .419 | .389 | .791  | 3.0 | 6.9 | 1.0 | .1  | 13.8 |
| 1998-99  | Denver       | 50  | 50  | 36.0 | .398 | .308 | .811  | 2.3 | 7.4 | .8  | .1  | 16.5 |
| 1999-00  | Denver       | 79  | 79  | 37.3 | .390 | .332 | .817  | 3.9 | 9.0 | .9  | .1  | 16.1 |
| 2000-01  | Denver       | 71  | 70  | 28.7 | .414 | .377 | .819  | 3.4 | 8.5 | .9  | .3  | 17.7 |
| 2001-02  | Denver       | 45  | 44  | 38.6 | .408 | .337 | .782  | 3.8 | 8.1 | .7  | .2  | 21.4 |
| 2001-02  | Dallas       | 27  | 2   | 28.0 | .411 | .347 | .844  | 3.1 | 4.2 | .5  | .1  | 13.2 |
| 2002-03  | Dallas       | 73  | 1   | 27.8 | .412 | .378 | .764  | 2.8 | 4.3 | .6  | .1  | 12.5 |
| 2003-04  | Golden State | 39  | 29  | 32.2 | .390 | .307 | .707  | 2.7 | 5.3 | .5  | .1  | 12.6 |
| 2004-05  | Portland     | 53  | 34  | 30.5 | .381 | .389 | .784  | 3.0 | 4.3 | .8  | .0  | 11.1 |
| 2005-06  | San Antonio  | 65  | 2   | 15.2 | .397 | .357 | .683  | 1.4 | 1.9 | .2  | .0  | 5.5  |
| Total    | Total        | 880 | 670 | 32.9 | .405 | .357 | .794  | 2.9 | 6.6 | .8  | .1  | 14.4 |
| All-Star | All-Star     | 1   | 0   | 20.0 | .357 | .167 | 1.000 | 3.0 | 2.0 | .21 | .0  | 13.0 |

### Playoffs
| Año   | Equipo      | PJ | PT | MPP  | %TC  | %3P  | %TL   | RPP | APP | ROB | TPP | PPP  |
| ----- | ----------- | -- | -- | ---- | ---- | ---- | ----- | --- | --- | --- | --- | ---- |
| 1995  | L.A. Lakers | 10 | 10 | 46.4 | .414 | .318 | .763  | 3.8 | 7.3 | 2.1 | .3  | 20.0 |
| 1996  | L.A. Lakers | 4  | 4  | 34.3 | .296 | .313 | .769  | 4.0 | 6.8 | .5  | .0  | 11.8 |
| 1997  | L.A. Lakers | 9  | 9  | 39.2 | .378 | .273 | .824  | 3.4 | 6.4 | 1.1 | .0  | 14.4 |
| 1998  | L.A. Lakers | 13 | 0  | 28.2 | .331 | .314 | .725  | 2.5 | 4.2 | .6  | .1  | 11.6 |
| 2002  | Dallas      | 8  | 1  | 33.0 | .366 | .206 | .667  | 3.0 | 3.9 | 1.0 | .0  | 11.1 |
| 2003  | Dallas      | 20 | 3  | 33.6 | .460 | .393 | .703  | 3.4 | 4.1 | .6  | .0  | 19.5 |
| 2006  | San Antonio | 12 | 0  | 11.1 | .219 | .300 | 1.000 | 1.0 | 1.4 | .3  | .2  | 2.2  |
| Total | Total       | 76 | 27 | 31.4 | .394 | .324 | .753  | 2.9 | 4.5 | .8  | .1  | 13.6 |

## Vida personal
Van Exel, hizo un cameo en la película Eddie (1996).
En 2005, mostró su mansión en el programa MTV Cribs.
El 31 de enero de 2013, su hijo de 22 años, Nickey Van Exel, fue condenado a 60 años en prisión por asesinato. Nickey disparó a su mejor amigo, Bradley Eyo, y tiró su cadáver al lago Ray Hubbard, tras conocer que su amigo le había contado a las autoridades la cadena de robos que ambos habían cometido.